# Аттал III
Аттал III Філометор Евергет (дав.-гр. Ἄτταλος; між 171 до н. е. та 162 до н. е. — 133 до н. е.) — останній цар Пергаму, володарював з 138 до 133 року до н. е., науковець.

## Життєпис
Походив з династії Атталідів. Син царя Евмена II та Стратоніки, доньки Аріарата IV, царя Каппадокії. Стосовно дати народження існують різні версії: за однією це відбулося у 171 або 170 до н. е., за іншою — 162 року до н. е. З дитинства страждав на розумовий розлад. У 138 році до н. е. успадкував трон Пергаму від свого дядька Аттала II. В античних історичних творах склався стійкий образ похмурого деспота, кривавого лиходія, абсолютно нездатного керувати царством, який, зрештою, віддалився від справ. За словами Діодора Сицилійського, Аттал III, ставши царем, запросив до палацу наближених до свого попередника людей, де за його наказом усіх їх було вбито найманцями, після чого були винищені їхні діти та дружини. Інших «друзів», що командували військами або колишніх стратегів у містах, він також вбив, вдавшись до обману; дружини і діти багатьох з них були страчені. Але в науковій літературі, вже на початку XX століття, була висловлена думка про штучність цього образу останнього пергамського царя.
Разом з тим, згідно з Юстином, страти відбулися лише як помста за вбивство матері та дружини Аттала III. Після цього став вести усамітнений спосіб життя, але й ці факти незаперечні. Деякі вважають такі дії ознакою слабоумства царя, хоча точних підтверджень цьому немає.
Існує достатньо свідчень того, що останній пергамський цар чітко розумів становище своєї держави та свої завдання на троні. Так він продовжував політику своїх попередників як по відношенню до міст Пергамського царства, так і до міських культів. У двох листах до міст Кізіку та Пергаму Аттал III виявляє турботу про культ Сабазія, встановленого в Пергамському царстві його матір'ю. При цьому царі в Пергамі встановлюється загальний культ Зевса Сабазія і Афіни Нікефори.
Прагнення останнього пергамського царя зберегти союзницькі відносини з Римом показує факт направлення Атталом III до Публія Корнелія Сципіона Еміліана в Нуманцію посольства з дарами у зв'язку із перемогами римської армії в Іспанії.
У написі, знайденому поблизу Елеї, що колись стояла на священній ділянці Асклепія Сотера в місті Пергамі, повідомляється про почесті, надані містом царю після його переможного повернення з військового походу (проти кого й коли вона велася невідомо).
Історик Юстин розповідає про захоплення Аттала скульптурою. Створивши модель бюста своєї матері і працюючи над пам'ятником в її честь, Аттал захворів «від занадто сильного сонячного жару», в результаті чого і помер на сьомий день хвороби. Це відбулося у 133 році до н. е.
Проте на той момент він мав заповіт, яким передавав царство Римській республіці. Але цей факт часто спростовується. На той момент Римська республіка, що посилилася у Малій Азії, вже не бажала існування сильної Пергамської держави, яка мала також потужний флот. Водночас всередині Пергаму посилилися соціальні конфлікти. Цим усім скористалися римляни, які використали наглу смерть царя і захопили Пергам та його скарби й землі. Можливо цим факторам Аттал III бажав протидіяти, склавши заповіт. Але відповідно до нього Аттал заповів Риму лише особисті (царські) володіння, але не усе Пергамське царство, містам якого надавав свободу. Натомість римська комісія на чолі із Манієм Аквілієм порушила ці умови, оголосивши усю держави власністю Риму.
Дослідники не раз звертали увагу, що репутацію «зловісного тирана» Атталу III створили переважно римські автори. Ймовірно це може бути пов'язаним з бажанням «обґрунтувати» анексію його царства і довести, що саме Римська республіка врятувала населення Пергаму від деспотії. Так само традиція могла сформуватися вже під час повстання Аристоніка, придушувати яке довелося вже самим римлянам.

## Наукова діяльність
У трактатах римських вчених часто згадуються наукові заслуги Аттала. Співвітчизник Аттала III, пергамський лікар і вчений Гален, вважав царя знавцем лікарських і отруйних рослин. Він зазначав, що дію отрут Аттал випробовував у наукових цілях на людях, засуджених на смертну кару.
Аттал III винайшов пластир для лікування ран і виразкових уражень шкіри, зробив низку цінних спостережень над секрецією внутрішніх органів тварин. Пліній Старший неодноразово згадує про спеціальні дослідження Аттала, присвячених спостереженнями як над тваринами, так і над комахами
У доробку царя трактат про сільське господарство, зокрема про засоби найкращої обробки виноградників і оливкових дерев. На цей твір посилалися Варрон, Пліній і Колумелла. За розпорядженням Аттала III в Пергамі були переведені сільськогосподарські трактати вчених Карфагена, перш за все Магона.